# Криница (Черниговская область)
Криница (укр. Криниця) — село в Носовском районе Черниговской области Украины. Население 246 человек. Занимает площадь 0,067 км².
Код КОАТУУ: 7423887005. Почтовый индекс: 17130. Телефонный код: +380 4642.

## Власть
Орган местного самоуправления — Червонопартизанский сельский совет. Почтовый адрес: 17130, Черниговская обл., Носовский р-н, с. Володькова Девиця, ул. Ленина, 79.